# قناة يمن شباب
قناة يمن شباب تم إنشاؤها في عام ديسمبر 2011 إثر قيام الاحتجاجات ضد الرئيس السابق علي عبد الله صالح، استمرت القناة منذ ذلك الحين وهي تعرض للمشاهد اليمني والعربي أيضاً، مايجري في اليمن من أحداث سياسية، وبعد إزاحة الرئيس السابق، ودخول البلاد في مرحلة استقرار نسبي، واصلت القناة تغطيتها للأحداث السياسية، لكنها بعد ذلك أصبحت أكثر ميلاً للبرامج الشبابية التثقيفية والتوعوية والترفيهية.
تدرجت القناة من خلال نجاحاتها حتى أصبحت في فترة من الفترات، القناة الأكثر متابعة في اليمن في عام 2013 وبداية 2014، حيث بدأت القناة بإنتاج المسلسلات الدرامية، وإنتاج البرامج ذات الكلفة العالية.
أدت التطورات السياسية في اليمن من خلال انقلاب الحوثيين وصالح على السلطة آنذاك، واحتلال العاصمة صنعاء واندلاع الحرب في البلاد إلى توقف نشاط القناة بشكل جزئي، إلا أن قيام الحوثيين باقتحام مقر القناة في صنعاء، وقصف مقر آخر لها في تعز، واعتقال عدد من الموظفين، وملاحقة آخرين، اضطر القناة إلى إقفال مكاتبها، وتوقفيف نشاطها في البلاد، وفتح استوديوهات لها في الأردن واسطنبول، لتبدأ القناة مسار آخر، يتعلق بالتسليط أكثر على دعم المقاومة الشعبية والسلطة الشرعية ضد الحوثيين، وتتحول توجهات القناة وطبيعة برامجها إلى برامج سياسية وتغطيات إخبارية لمجريات الأوضاع السياسية والإنسانية في البلاد.
كما تمتلك القناة موقعاً إخبارياً لها على شبكة الإنترنت، بالإضافة إلى قيامها بافتتاح إذاعة محلية تابعة للقناة، تبث برامج إذاعية وتنقل البرامج التلفزيونية للمستمعين عبر الإذاعة.

## برامج القناة
| البرنامج     | المذيع                                             | تاريخ انطلاق البرنامج | المخرج        | روابط للبرامج |
| ------------ | -------------------------------------------------- | --------------------- | ------------- | ------------- |
| بانوراما     | هشام الزيادي                                       | 2013                  | أحمد الحاج    |               |
| شباب Up      | بشير الحارثي                                       | 2013                  | عدنان الورافي |               |
| هلا شباب     | هشام الزيادي أسامة محمود بشير الحارثي              | 2015                  |               |               |
| رؤى ناعمة    | ريام القاضي                                        | 2013                  | جمال النمري   |               |
| حديث المساء  | هشام الزيادي عبد الله دوبلة أسامة محمود عمار غيلان | 2013                  |               |               |
| الأخبار      | هشام الزيادي                                       | 2015                  |               |               |
| حديث المنتصف | هشام الزيادي أسامة محمود عمار غيلان                | 2015                  |               |               |
| آراء.كم      | أسامة الصالحي                                      | 2015                  |               |               |
| من الآخر     | عبد الله دوبله                                     | 2024                  |               |               |

 بانوراما
 شباب Up
 هلا شباب
 رؤى ناعمة
 حديث المساء
 حديث المنتصف
 آراء كم
من الآخر

## المذيعون ومقدمو البرامج
هشام الزيادي - عمار غيلان - عبد الله دوله - أماني علوان- أسامة سلطان - شيماء محمد- أسامة الصالحي